# Колокольня Новодевичьего монастыря
Колокольня Новодевичьего монастыря с церковью Варлаама и Иоасафа (на первом ярусе) и упразднённой церковью Иоанна Богослова (на втором ярусе)  —  часть архитектурного ансамбля Новодевичьего монастыря. Построена в 1689—1690 годы. 

## Архитектура
Возведена с восточной стороны собора. Действовала как звонница, часозвоня, дозорная башня и храм (церкви располагались в нижнем и втором ярусах). Вертикаль колокольни замкнула перспективу главного подъезда к монастырю из центра Москвы.
Пятиярусная колокольня завершается восьмигранным барабаном с главой луковичной формы.
Она представляет собой поставленные друг на друга восьмигранники (восьмерики), постепенно суживающихся к вершине. Восьмерики богато украшены колоннами и белокаменными наличниками.
Зодчий В. И. Баженов писал о Колокольне: 

Колокольня Ивана Великого достойна зрения, но колокольня Девичьего монастыря более обольстит вкус человека, вкус имущего.

## История
- 1998 — Ураган в Москве снёс крест на колокольне.
- 2015 — 15 марта около 23 часов на строительных лесах колокольни произошёл пожар[4]. В начале ноября 2019 года ремонтные работы на колокольне были закончены, строительные леса сняты.

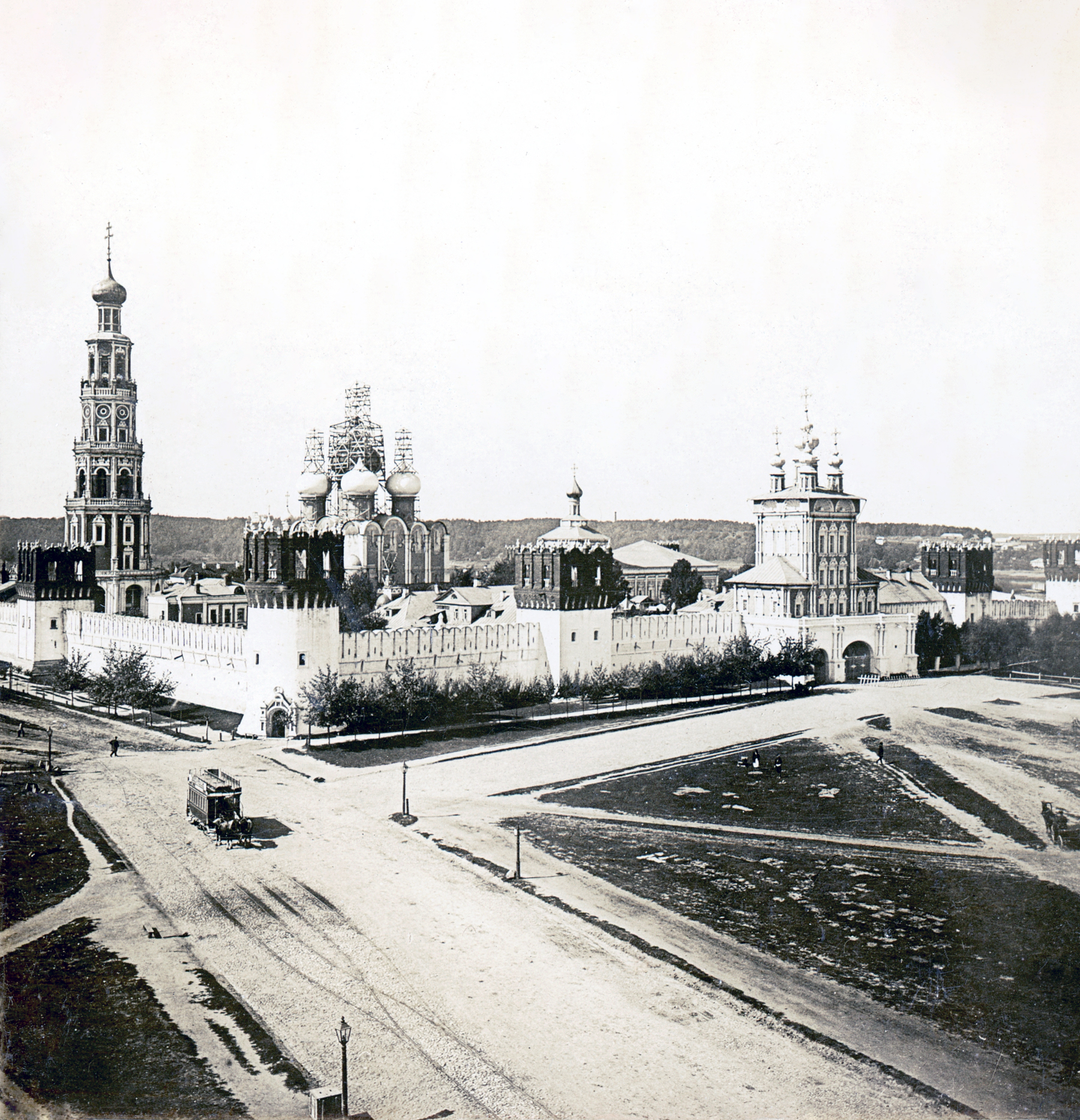
Фото 1902 года
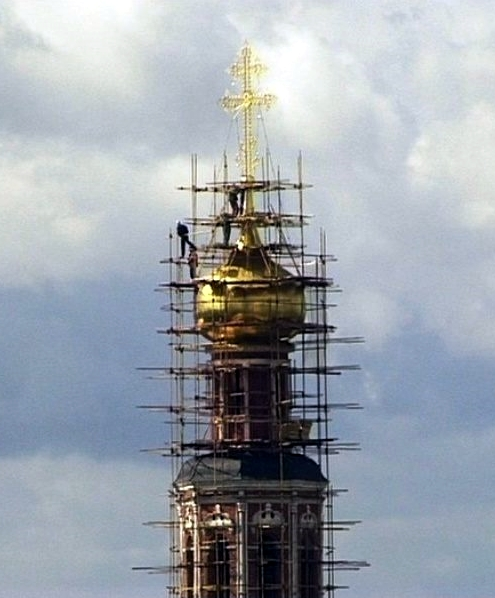
После урагана, 1998 год
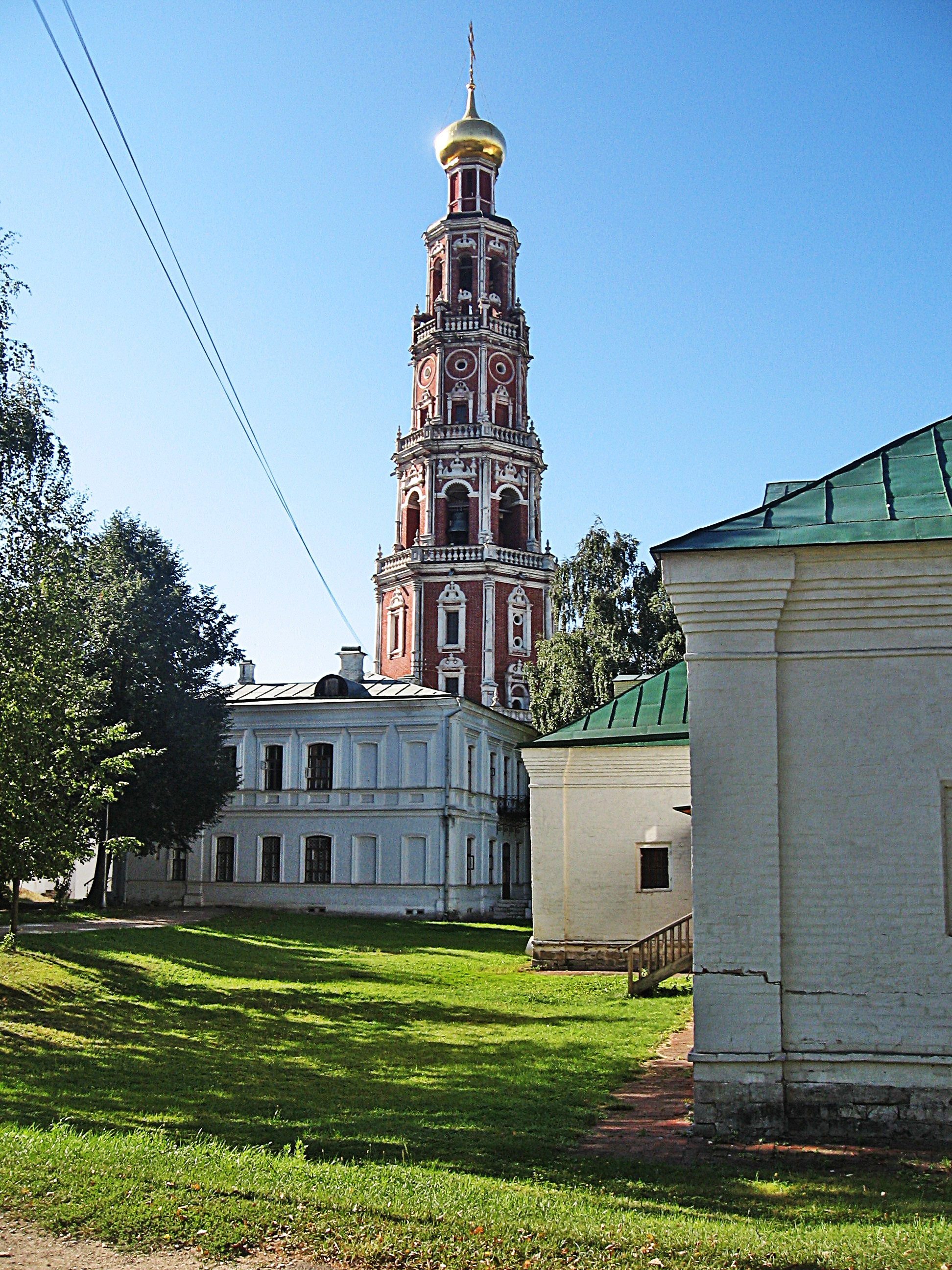
Колокольня летом, 2007.
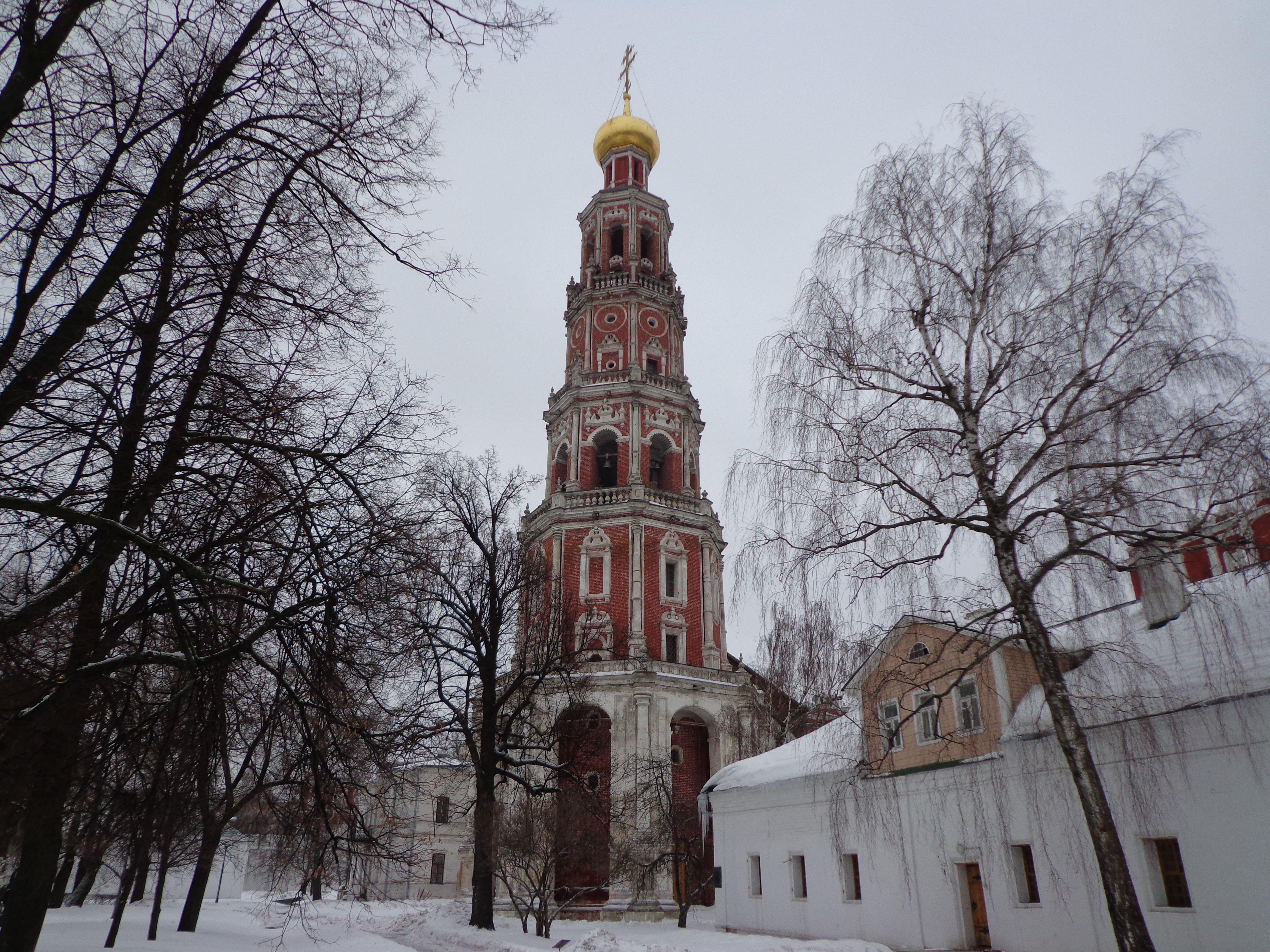
Колокольня зимой, 2013.
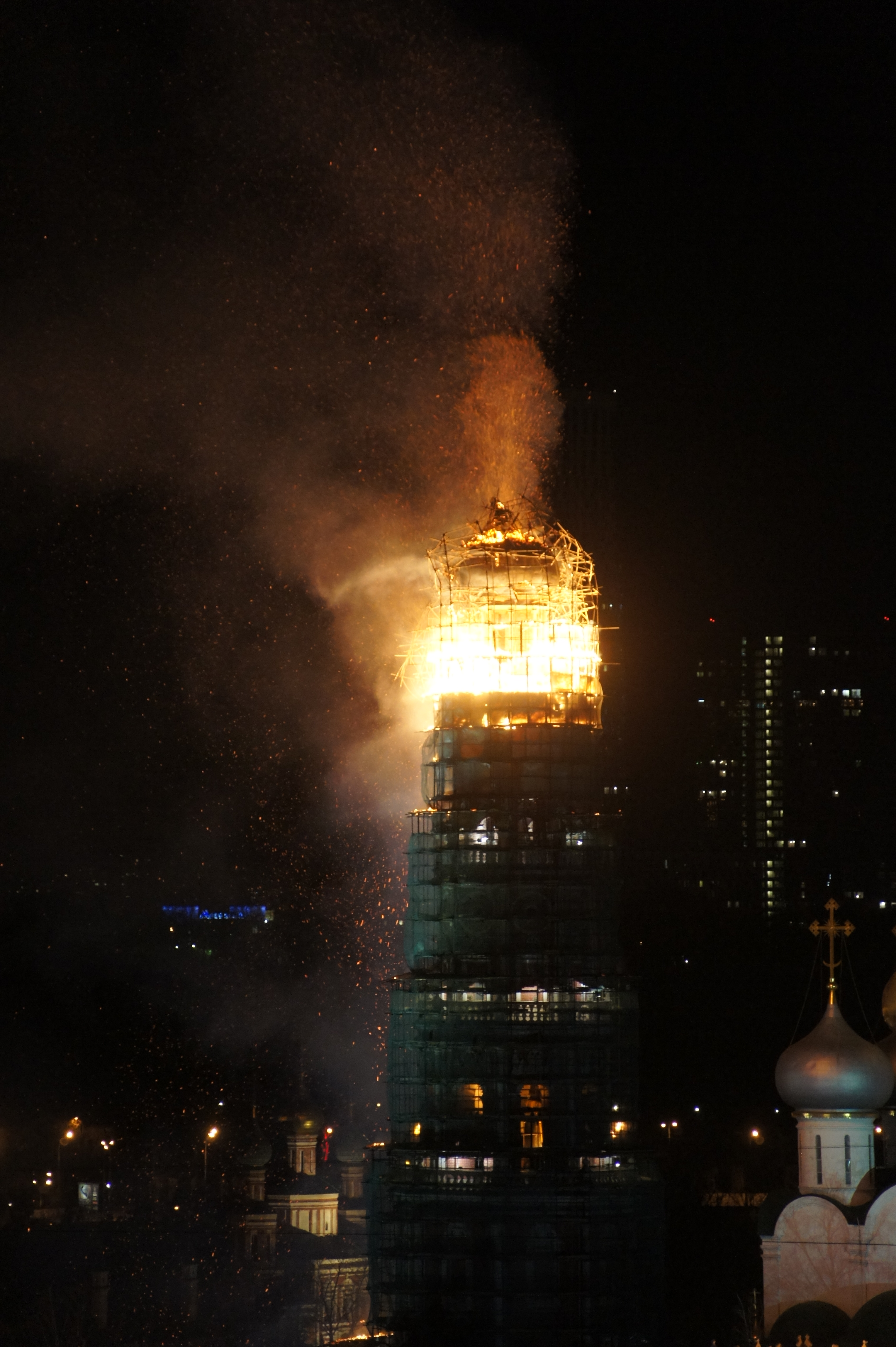
Пожар в марте 2015.
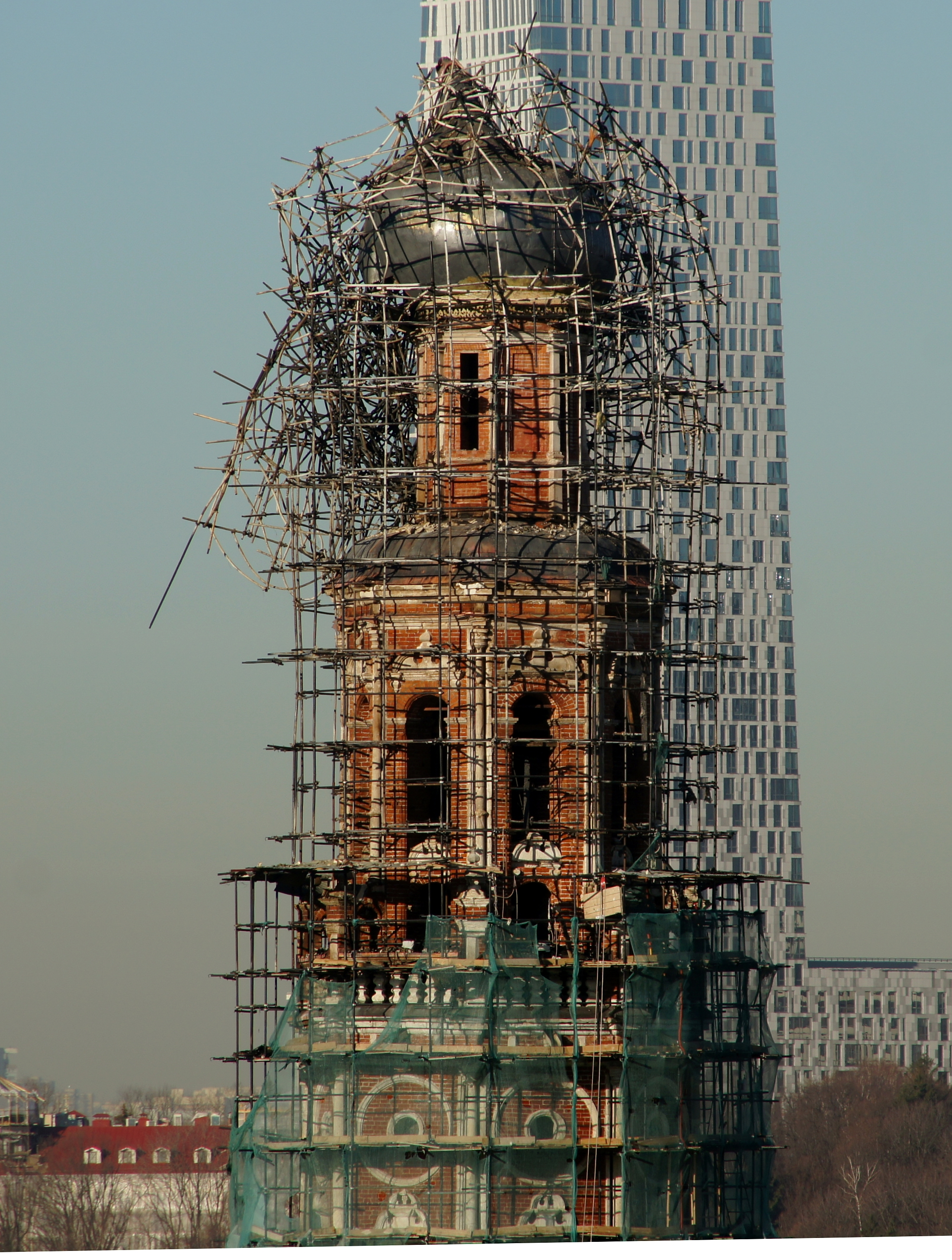
После пожара, март 2015.
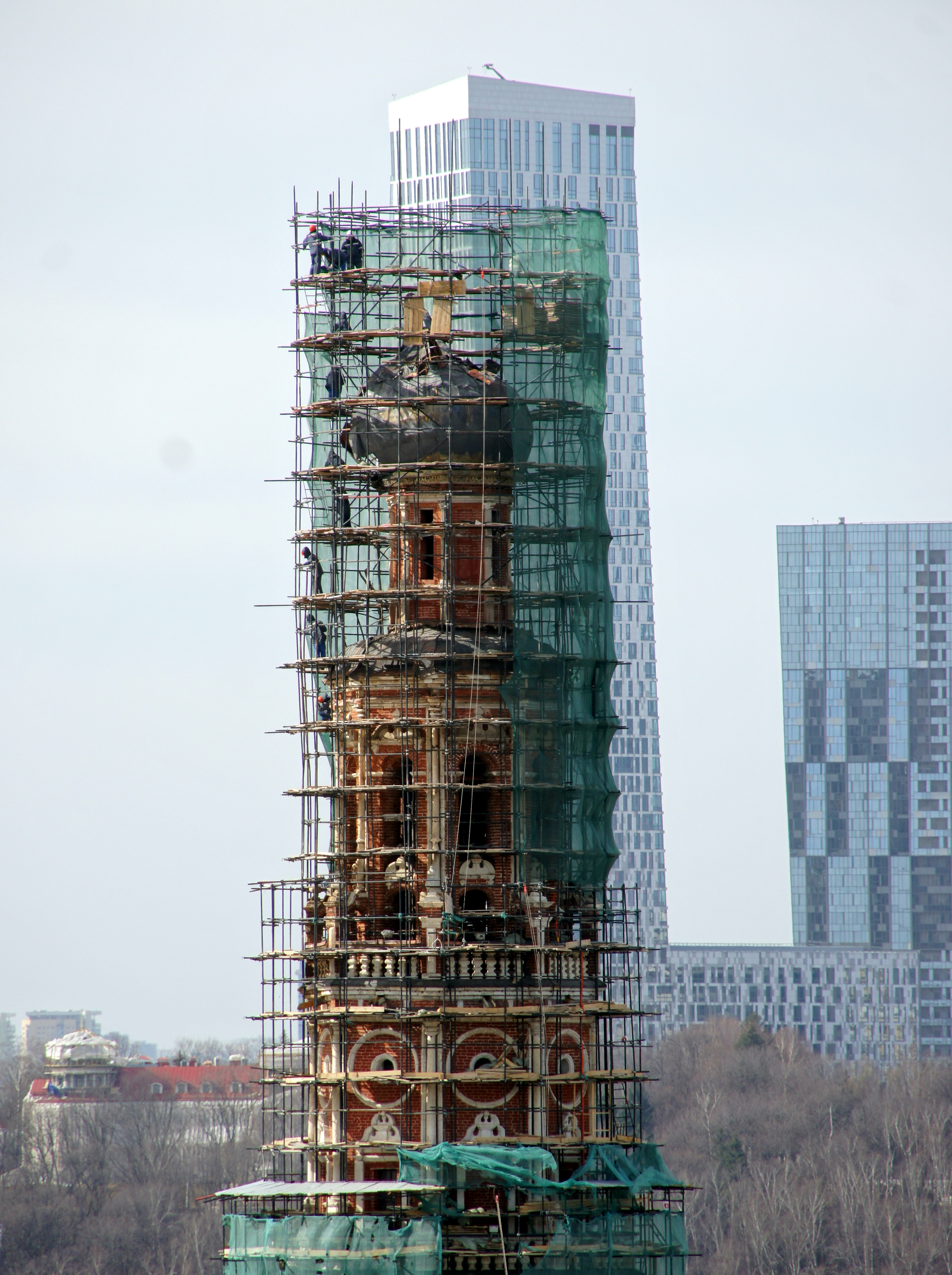
Начало реставрации после пожара.
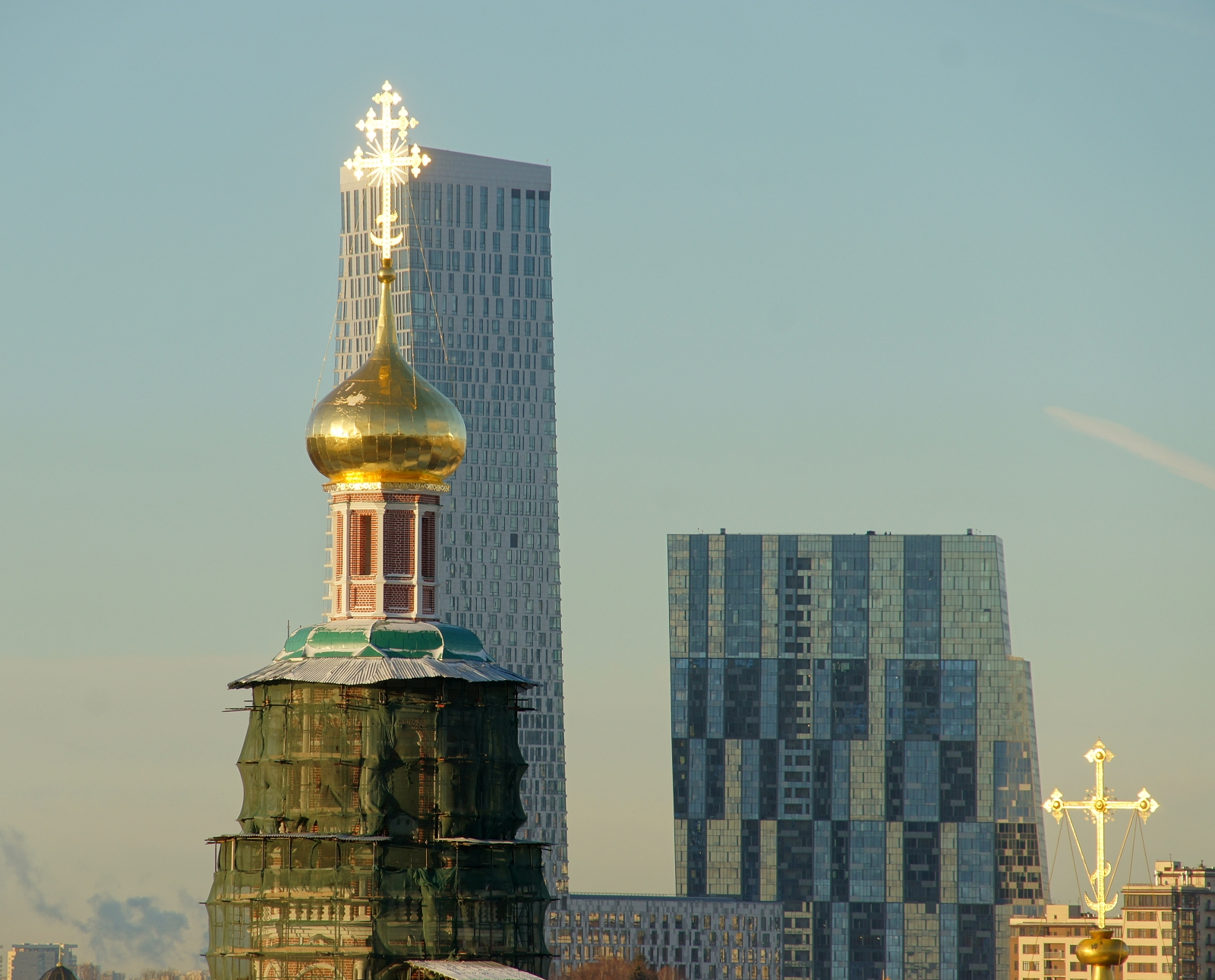
После ремонта, декабрь 2015.